# Білорусь на літніх Олімпійських іграх 2004
Білорусь на Олімпіаді в Афінах втретє в історії Літніх Олімпійських ігор представляла незалежна збірна. Збірна посіла підсумкове 26 місце, атлети Білорусі виграли 2 золоті, 6 срібних та 7 бронзових комплектів нагород. Виступ спортсменів на іграх 2004 року було більш успішним відносно ігор 1996 року, і менш успішним відносно ігор 2000 року.

## Медалі

### Золото
- Юлія Нестеренко — Біг на 100 метрів.
- Ігор Макаров — Дзюдо, вагова категорія 100 кг.

### Срібло
- Іван Тихон — Метання молота.
- Магомед Аріпгаджиєв — Бокс, вагова категорія до 81 кг.
- Віктор Зуєв — Бокс, вагова категорія до 91 кг.
- Катерина Карстен — Академічне веслування, одинак .
- Андрій Рибаков — Важка атлетика, вагова категорія до 85 кг.
- Ганна Батюшко — Важка атлетика, вагова категорія до 63,5 кг.

### Бронза
- Ірина Ятченко — Метання диска.
- Роман Петрушенко та Вадим Махньов — Веслування на байдарках та каное, каное-двійка 500 м.
- Наталія Цилінська — Велотрек, 500 м.
- Юлія Бічік та Наталія Гелах — Академічне веслування, двійка орні без рульової.
- Сергій Мартинов — Стрільба кульова, гвинтівка 50 м.
- Тетяна Стукалова — Важка атлетика, вагова категорія до 63 кг.
- В'ячеслав Макаренко — Боротьба греко-римська, вагова категорія до 84 кг.